# Polymerus vittatipennis
Polymerus vittatipennis är en insektsart som beskrevs av Knight 1943. Polymerus vittatipennis ingår i släktet Polymerus och familjen ängsskinnbaggar. Inga underarter finns listade i Catalogue of Life.